# ブルーローズセン
ブルーローズセン（Blue Rose Cen、2020年1月27日 - ）は、アイルランド生産・フランス調教の競走馬。主な勝ち鞍は2022年のマルセルブサック賞、2023年のプールデッセデプーリッシュ、ディアヌ賞、オペラ賞。

## 概要

### 2歳（2022年）
5月3日シャンティイ競馬場の未勝利戦にてオレリアン・ルメートル騎手を背にデビューして6着。続く6月21日サンクルー競馬場の未勝利戦にて初勝利を挙げた。
その後は7月23日クレールフォンテーヌ競馬場の条件戦に出走して1着。8月20日エレバージュ賞(L)を2着。9月8日のオマール賞(G3)を勝利してグループ競走初制覇を果たした。
10月2日凱旋門賞ウィークエンドのマルセルブサック賞(G1)に2番人気で出走。内の3番手を確保して、直線で内埒沿いを通って残り300mで早くも先頭に立つと、そこから後続を一方的に突き放して12頭立ての最低人気馬ガンテオラインに5馬身差を付ける圧勝でG1初制覇を果たした。

### 3歳（2023年）
4月16日のグロット賞(G3)から始動。好発馬からハナを切り、直線に入って追い出すと後続との差を広げて2着リンディに1馬身半差を付ける快勝で3連勝とした。
5月14日のプール・デッセ・デ・プーリッシュ(G1)に1番人気で出走。最内枠から3番手を確保すると直線半ばで逃げ馬を捕らえて先頭に立つと、難なく後続との差を付け、最後は追い込んできたリンディを1馬身3/4差で退けてG1・2勝目。グループ競走4連勝でクラシック制覇を果たした。
続いて6月18日のディアヌ賞(G1)に出走。ジャンナローズに次ぐ2番人気の支持を受けた。最内枠から発馬を決めて3番手を追走。直線に入って追い出されると残り400m地点で先頭立ち、中団から追い上げるネバーエンディングストに4馬身差を付ける圧勝を収めた。この勝利で三度目のG1勝利を果たし、ラクレソニエール以来のフランスクラシック牝馬二冠を達成した。
その後はナッソーステークス(G1)に1番人気で出走するも4着。ヴェルメイユ賞(G1)でも1番人気で出走するが5着に敗れた。
10月1日のオペラ賞(G1)では1番人気で出走。好発馬から4番手を追走して、直線では横一線の競り合いとなるも一伸びを見せてジャッキーオーにクビ差で競り勝って勝利。鮮やかな復活劇を見せて4度目のG1制覇を果たした。

### 4歳（2024年）
5月26日のイスパーン賞(G1)に出走してマルキーズドセヴィニエの5着。6月19日のプリンスオブウェールズステークス(G1)では見せ場なくオーギュストロダンの7着。7月28日のロートシルト賞(G1)では勝ち馬のマルキーズドセヴィニエから5馬身差の7着（最下位）。8月18日のジャンロマネ賞(G1)でもマルキーズドセヴィニエから3/4差の4着。9月14日のE.P.テイラーステークス(G1)ではフルカウントフェリシアの5着に敗れた。
9月27日にフランス競馬の専門誌『パリチュルフ』によって引退が報じられた。

## 血統表
| ブルーローズセンの血統     | ブルーローズセンの血統                        | ブルーローズセンの血統                        | （血統表の出典）                              | （血統表の出典） |
| 父系                       | サドラーズウェルズ系                          | サドラーズウェルズ系                          | サドラーズウェルズ系                          | [ § 2 ]          |
| 父 Churchill 鹿毛 2014     | 父の父Galileo 鹿毛 1998                       | Sadler's Wells                                | Northern Dancer                               | Northern Dancer  |
| 父 Churchill 鹿毛 2014     | 父の父Galileo 鹿毛 1998                       | Sadler's Wells                                | Fairy Bridge                                  |                  |
| 父 Churchill 鹿毛 2014     | 父の父Galileo 鹿毛 1998                       | Urban Sea                                     | Miswaki                                       | Miswaki          |
| 父 Churchill 鹿毛 2014     | 父の父Galileo 鹿毛 1998                       | Urban Sea                                     | Allegretta                                    |                  |
| 父 Churchill 鹿毛 2014     | 父の母Meow 鹿毛 2008                          | Storm Cat                                     | Storm Bird                                    | Storm Bird       |
| 父 Churchill 鹿毛 2014     | 父の母Meow 鹿毛 2008                          | Storm Cat                                     | Terlingua                                     |                  |
| 父 Churchill 鹿毛 2014     | 父の母Meow 鹿毛 2008                          | Airwave                                       | Air Express                                   | Air Express      |
| 父 Churchill 鹿毛 2014     | 父の母Meow 鹿毛 2008                          | Airwave                                       | Kangra Valley                                 |                  |
| 母 Queen Blossom 鹿毛 2013 | 母の父Jeremy 黒鹿毛 2003                      | Danehill Dancer                               | *デインヒル                                   | *デインヒル      |
| 母 Queen Blossom 鹿毛 2013 | 母の父Jeremy 黒鹿毛 2003                      | Danehill Dancer                               | Mira Adonde                                   |                  |
| 母 Queen Blossom 鹿毛 2013 | 母の父Jeremy 黒鹿毛 2003                      | *グリントインハーアイ                         | *アラジ                                       | *アラジ          |
| 母 Queen Blossom 鹿毛 2013 | 母の父Jeremy 黒鹿毛 2003                      | *グリントインハーアイ                         | *ウインドインハーヘア                         |                  |
| 母 Queen Blossom 鹿毛 2013 | 母の母Mark of An Angel 栗毛 2006              | Mark of Esteem                                | Darshaan                                      | Darshaan         |
| 母 Queen Blossom 鹿毛 2013 | 母の母Mark of An Angel 栗毛 2006              | Mark of Esteem                                | Homage                                        |                  |
| 母 Queen Blossom 鹿毛 2013 | 母の母Mark of An Angel 栗毛 2006              | Dream Time                                    | Rainbow Quest                                 | Rainbow Quest    |
| 母 Queen Blossom 鹿毛 2013 | 母の母Mark of An Angel 栗毛 2006              | Dream Time                                    | Grey Angel                                    |                  |
| 母系(F-No.)                | Curwen Bay Barb Mare(FN:9-a)                  | Curwen Bay Barb Mare(FN:9-a)                  | Curwen Bay Barb Mare(FN:9-a)                  | [ § 3 ]          |
| 5代内の近親交配            | Northern Dancer：S4×S5, Blushing Groom：M5×M5 | Northern Dancer：S4×S5, Blushing Groom：M5×M5 | Northern Dancer：S4×S5, Blushing Groom：M5×M5 | [ § 4 ]          |
| 出典                       | 1. 2. 3. 4.                                   | 1. 2. 3. 4.                                   | 1. 2. 3. 4.                                   | 1. 2. 3. 4.      |